# Flussio
Flussio (sardisch: Frussìo) ist eine italienische Gemeinde (comune) mit 398 Einwohnern (Stand 31. Dezember 2023) im Westen Sardiniens in der Provinz Oristano. Die Gemeinde liegt etwa 40,5 Kilometer nördlich von Oristano.

## Verkehr
Durch die Gemeinde führt die Strada Statale 292 Nord Occidentale Sarda von Alghero nach Oristano.

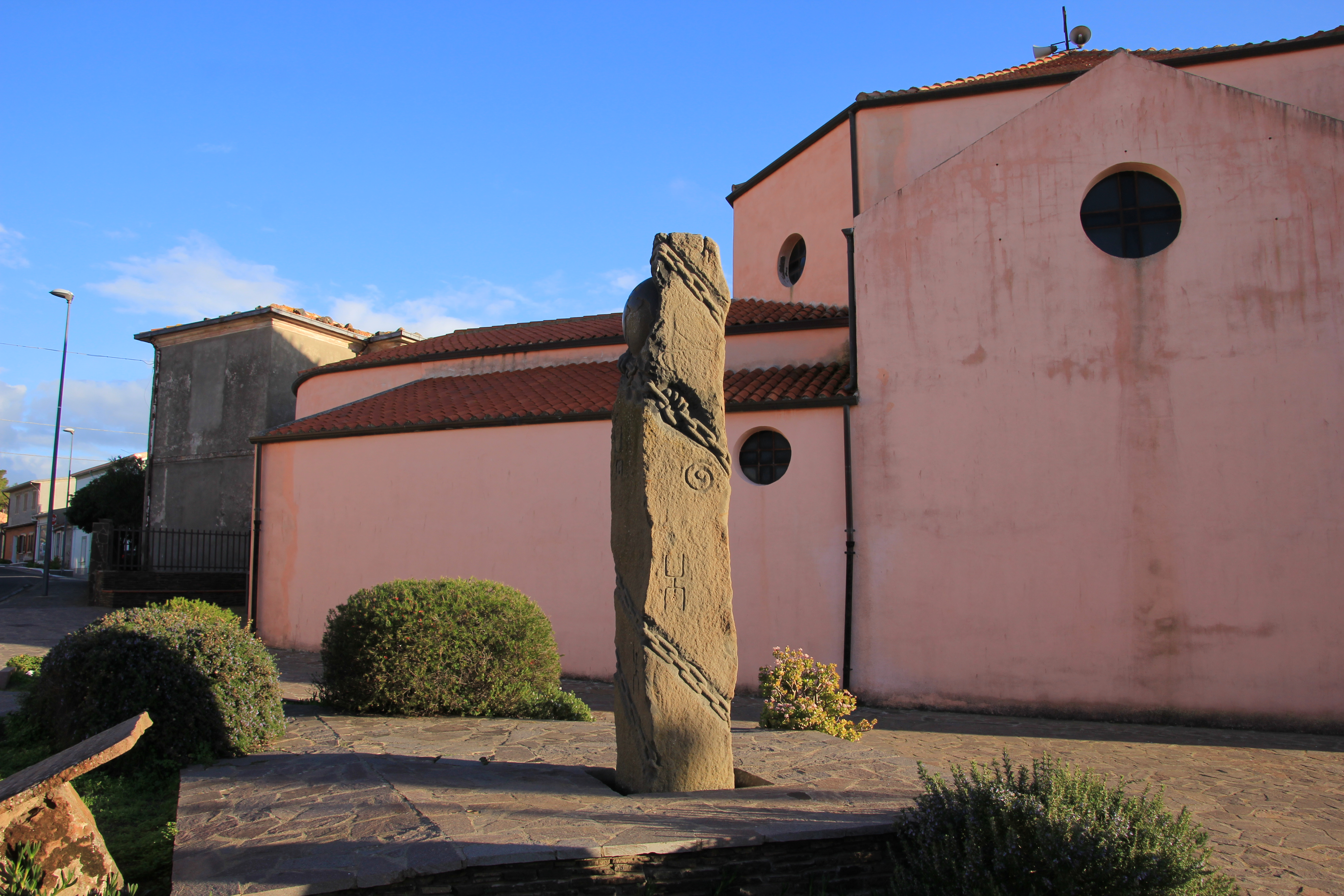
Menhir und Chiesa di S. Maria della Neve